# 5494 Johanmohr
5494 Johanmohr este un asteroid din centura principală, descoperit pe 19 octombrie 1933, de Karl Reinmuth.